# Distrikt Santa Rosa de Alto Yanajanca
Der Distrikt La Morada liegt in der Provinz Marañón in der Region Huánuco in Zentral-Peru. Der Distrikt wurde am 8. Dezember 2015 aus Teilen des Distrikts Cholón gebildet. Er hat eine Fläche von 1045 km². Beim Zensus 2017 wurden 2382 Einwohner gezählt. Sitz der Distriktverwaltung ist die etwa 560 m hoch gelegene Ortschaft Santa Rosa de Alto Yanajanca mit 1095 Einwohnern (Stand 2017). Santa Rosa de Alto Yanajanca befindet sich 92 km östlich der Provinzhauptstadt Huacrachuco.

## Geographische Lage
Der Distrikt Santa Rosa de Alto Yanajanca liegt an der Ostflanke der peruanischen Zentralkordillere im Osten der Provinz Marañón. Der Río Huamuco (auch Río Yanajanca) durchquert den Distrikt in nordöstlicher Richtung und mündet schließlich in den Río Huallaga, der den Distrikt im Nordosten begrenzt.
Der Distrikt Santa Rosa de Alto Yanajanca grenzt im Südosten an den Distrikt La Morada, im Südwesten an die Distrikte Cochabamba und Huacaybamba (beide in der Provinz Huacaybamba), im Nordwesten an den Distrikt Cholón sowie im Nordosten an den Distrikt Nuevo Progreso (Provinz Tocache).

## Ortschaften
Im Distrikt gibt es neben dem Hauptort folgende größere Ortschaften:
- Nuevo Jaen (274 Einwohner)
- Yanajanca (214 Einwohner)